# Ertel-Werk
Das Ertel-Werk für Feinmechanik war ein von 1802 bis 1957 in München und dann bis 1983 in Puchheim bestehendes Unternehmen für die Fertigung von astronomischen, geodätischen und sonstigen feinmechanischen Instrumenten. Während des Zweiten Weltkriegs war es eines der Herstellerwerke der Chiffriermaschine Enigma. Im Münchner Westend hatte es seinen Sitz ab 1911 in der Westendstraße 160, bis es am 25. April 1944 bei einem der Luftangriffe auf München völlig ausbrannte. Die Produktion wurde für den Rest des Krieges nach Hohenaschau ins Chiemgau ausgelagert. Nach dem Krieg fand es vorübergehend einen neuen Standort in der Münchner Kuglmüllerstraße, bevor es am 1. Juni 1957 von München ins benachbarte Puchheim verlegt wurde.

## Geschichte
Das Unternehmen geht auf eine im Jahre 1802 von Georg von Reichenbach gegründete „Mathematische Werkstatt“ zurück. Von Reichenbach entwickelte und fertigte hier zusammen mit seinen Partnern Joseph Liebherr und Joseph von Utzschneider astronomische und geodätische Instrumente. Zeitweilig war auch Joseph von Fraunhofer ein Mitarbeiter des Unternehmens. Im Jahre 1804 wurde das Unternehmen in „Mathematisch mechanisches Institut“ umbenannt.
Im Jahre 1821 übernahm Traugott Leberecht von Ertel (1778–1858), der seit 1804 als Meister im Unternehmen war, die Firma. Er richtete das Unternehmen strategisch neu aus und fokussierte die Produktion auf hochwertige Vermessungsinstrumente. Im Jahr 1834 benannte er die Firma in „T. Ertel & Sohn“ um. 1890 kaufte August Diez sämtliche Anteile am Unternehmen auf. Der 1912 als Gesellschafter eingetretene Adolf Hahn baute eine Abteilung für militärische Instrumente auf und verkaufte das Unternehmen 1916 an Samuel Weikersheimer.
Im Jahr 1921 wurde die Firma abermals umbenannt, nun in „Ertel-Werke A.G. für Feinmechanik“. Gleichzeitig wurde die Produktpalette um die Herstellung kinematographischer Apparate erweitert. 1928 wurden sämtliche Unternehmensanteile durch den Direktor Walter Preyß erworben. Dieser wandelte das Unternehmen 1935 in die Einzelfirma „Ertel-Werk für Feinmechanik“ um. Ab 1939 wurde das Unternehmen auf die Herstellung kriegswichtiger Güter umgestellt. Unter anderem wurden hier Enigma-Chiffriermaschinen gefertigt. Aus Geheimhaltungsgründen geschah die Fertigung im Krieg nicht offen unter dem Firmennamen des Herstellers, sondern verdeckt. Die Maschinen trugen ein Typenschild mit einem codierten Fertigungskennzeichen. Im Fall des Ertel-Werks war es die Codebezeichnung bac. Ein besonderes Kennzeichen der von Ertel ausgelieferten Enigmas ist das aus Leinenstoff bestehende Tragegriffband an der rechten Seite des Holzgehäuses der Enigma (siehe Foto unter Weblinks). Andere Hersteller brachten hier Lederriemen oder gelegentlich auch Metallgriffe an.
Im Juli 1944, also weniger als 12 Monate vor Kriegsende, erhielt das Werk einen Fertigungsauftrag über 8000 Stück Lückenfüllerwalzen (Foto siehe unter Weblinks), der kurz darauf auf 12.000 Stück erhöht wurde. Diese neuartigen Enigma-Walzen stellten eine bedeutende Innovation dar, die die kryptographische Sicherheit der Enigma erheblich verbessert hätte, die aber zu spät kam, um während des Krieges noch eingesetzt werden zu können. Diese neuartigen Rotoren erlaubten es „an jeder Walze Schaltlücken beliebig nach Art und Zahl einzustellen“. Kriegsbedingt konnten jedoch nur wenige hergestellt und keine mehr ausgeliefert werden.
In der Nachkriegszeit konzentrierte sich das Unternehmen auf die Entwicklung und Herstellung von Bauvermessungsinstrumenten. Das Unternehmen ging 1984 in Konkurs.
Im Jahr 1985 übernahm die GLUNZ Präzisionsmechanik, Recklinghausen (spätere GLUNZ Technik GmbH, Recklinghausen) die Rechte an den Entwicklungen, Zeichnungen, Patenten sowie den Werkzeugen und verlagerte die Produktion nach Recklinghausen, NRW. Seit 1986 werden die Ertel-Instrumente dort produziert und weiterentwickelt.

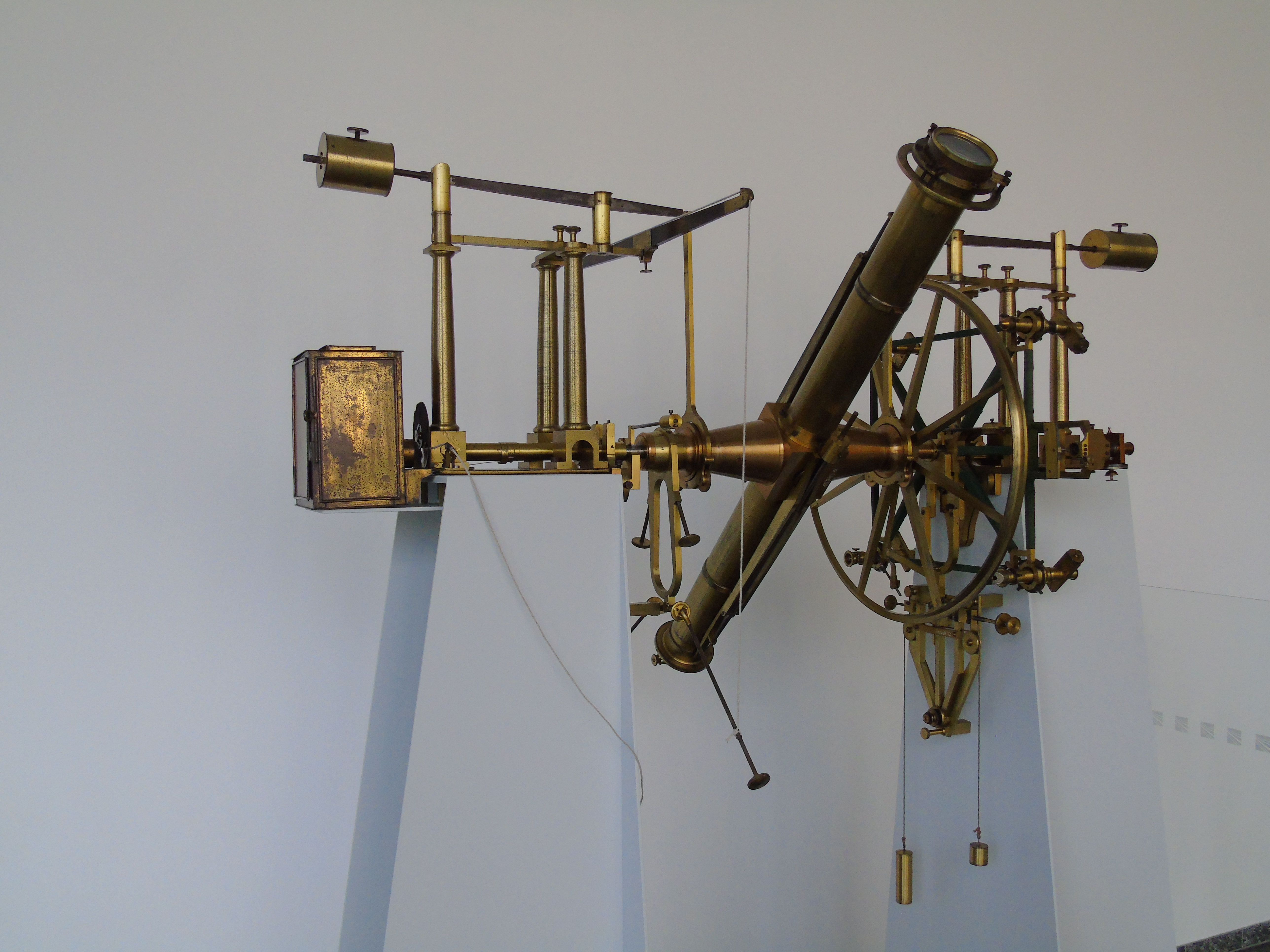
Meridiankreisinstrument aus der feinmechanischen Werkstatt von Georg von Reichenbach und Traugott Ertel (München, 1825).
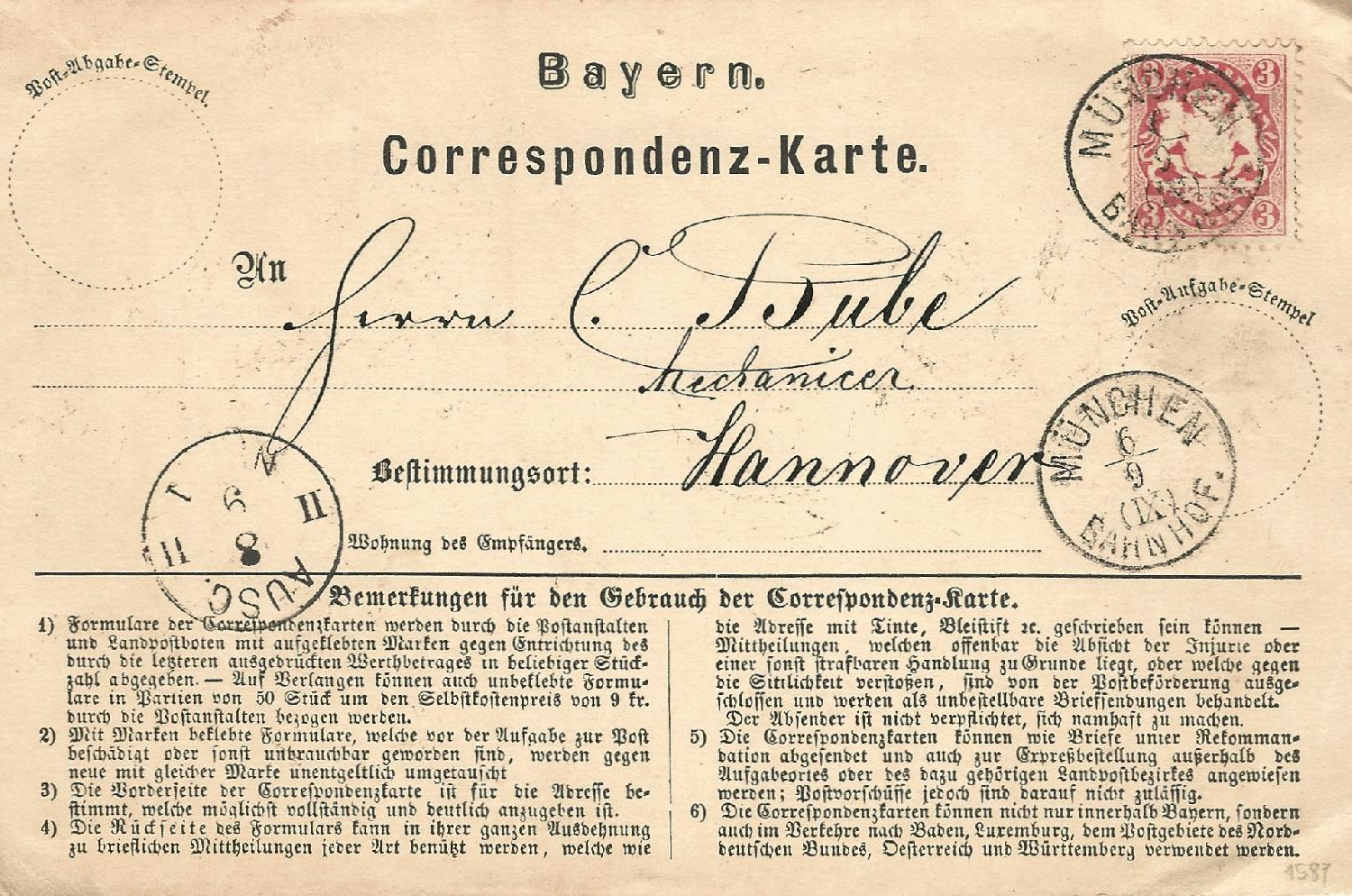
Postkarte von T. Ertel Sohn 1870 aus München an den Mechaniker Conrad Bube in Hannover …
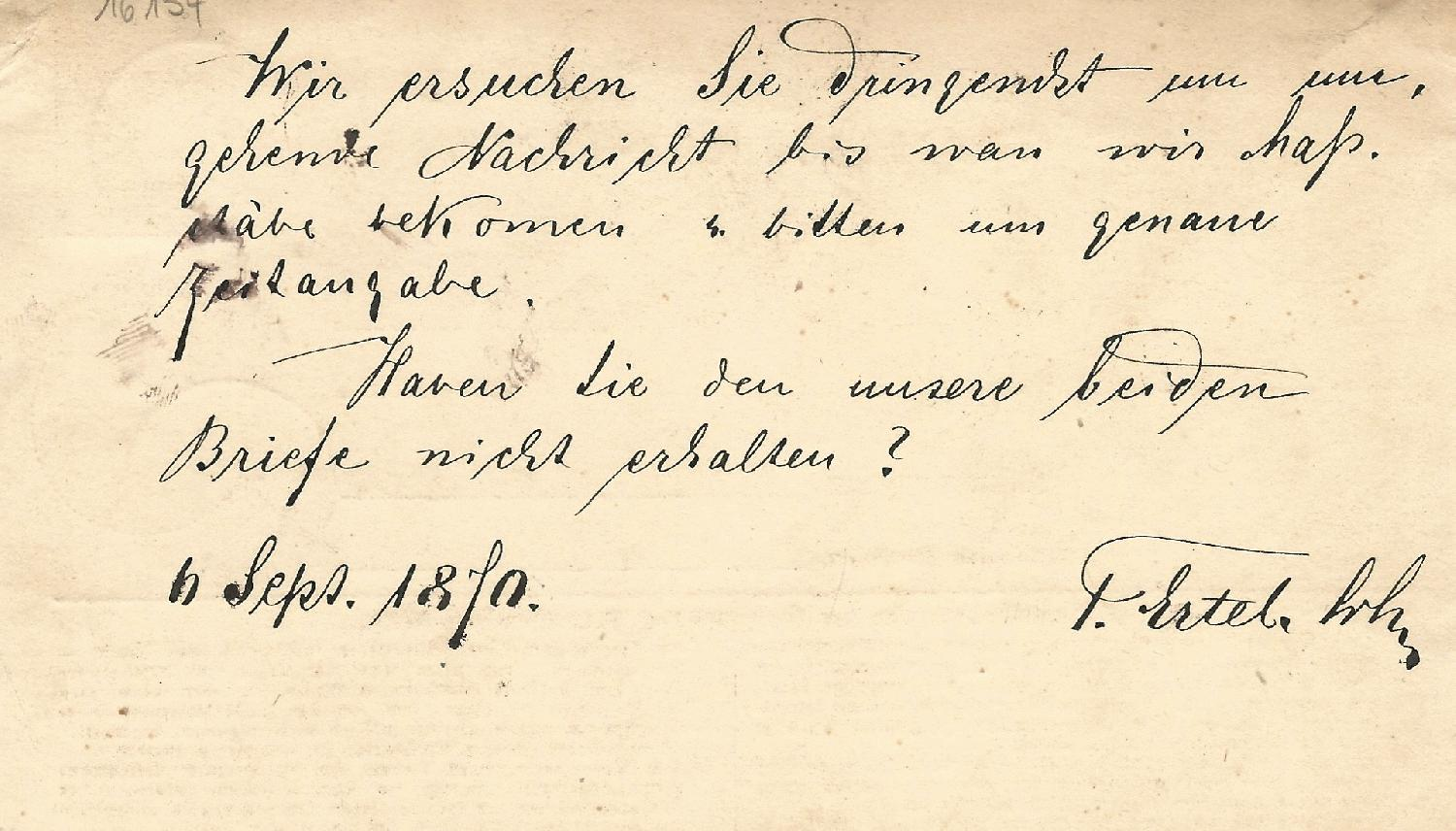
… „Wir ersuchen Sie dringenst um umgehende Nachricht bis wan[n] wir Maßstäbe bekommen u. bitten um genaue Zeitangabe. Haben Sie den[n] unsere beiden Briefe nicht erhalten? 6. Sept. 1870 T. Ertel Sohn“
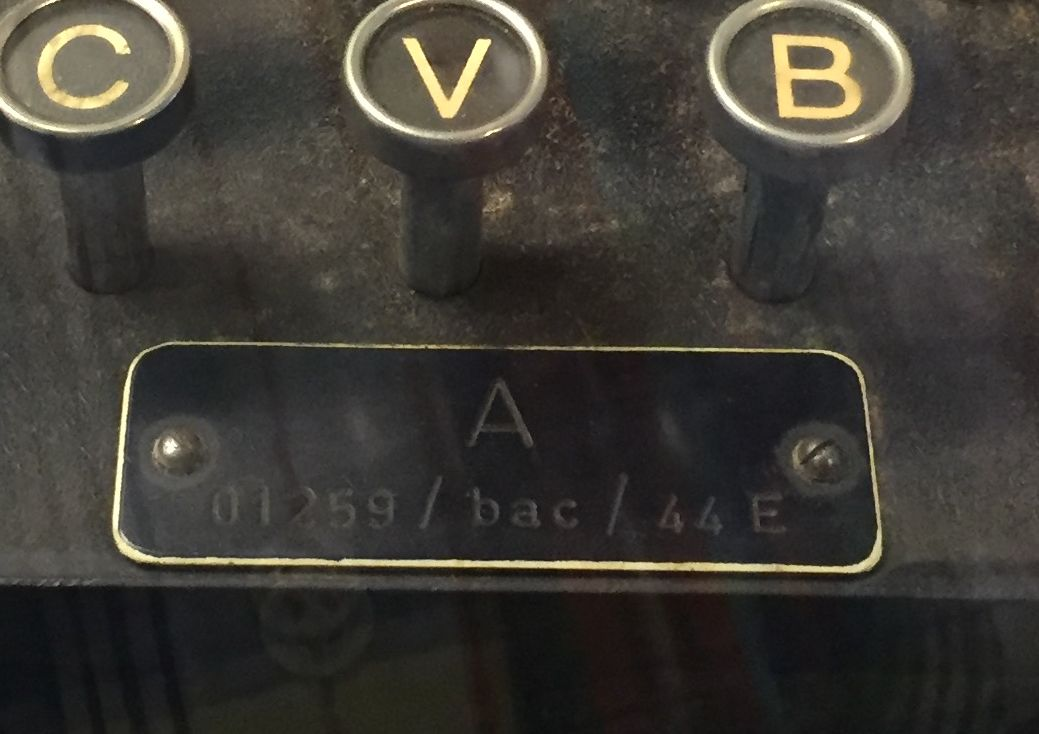
Seriennummernschild einer Enigma-Chiffriermaschine, hergestellt 1944 vom Ertel-Werk (bac) in München.